# Friedrich Alois Hörl
Friedrich Alois Hörl († 6. Juni 1683) war ein bayerischer Jurist.
Er entstammt dem Münchner Stadtgeschlecht der Hörl.
Im 17. Jahrhundert war er Bürgermeister und von 1652 bis 1672 Stadtoberrichter von München.